# Södra Grundvattssjön
Södra Grundvattssjön är en sjö i Ljusdals kommun i Hälsingland och ingår i Ljusnans huvudavrinningsområde. Sjön har en area på 0,162 kvadratkilometer och ligger 392,3 meter över havet.

## Delavrinningsområde
Södra Grundvattssjön ingår i det delavrinningsområde (690709-147722) som SMHI kallar för Utloppet av Södra Grundvattssjön. Medelhöjden är 408 meter över havet och ytan är 1,44 kvadratkilometer. Det finns inga avrinningsområden uppströms utan avrinningsområdet är högsta punkten. Vattendraget som avvattnar avrinningsområdet har biflödesordning 4, vilket innebär att vattnet flödar genom totalt 4 vattendrag innan det når havet efter 196 kilometer. Avrinningsområdet består mestadels av skog (63 procent). Avrinningsområdet har 0,16 kvadratkilometer vattenytor vilket ger det en sjöprocent på 11,4 procent.